# Trichopepla vandykei
Trichopepla vandykei är en insektsart som beskrevs av Van Duzee 1918. Trichopepla vandykei ingår i släktet Trichopepla och familjen bärfisar. Inga underarter finns listade i Catalogue of Life.